# Воздушная предлавинная волна

Сход лавины в швейцарских Альпах (март 2007 года)

Воздушная предлавинная волна или иногда воздушная лавина — снеговоздушный поток, создаваемый перед собой движущимся фронтом лавинной массы и обладающий значительной силой. Как правило, его распространение сопровождается сильным шумовым эффектом и производит наибольшие разрушения.

## Суть явления
Известно несколько объяснений физической природы предлавинной волны; в соответствии с одним из них она может появиться из-за давления быстро движущегося лавинного фронта на атмосферный воздух перед собой. С другой стороны предлавинная волна может возникать в результате выдавливания воздуха из снежной массы по мере её уплотнения в ходе движения вниз по склону. Известно также, что предлавинная волна образуется при сбросе лавин вдоль террасированного склона. В таких случаях террасы играют роль трамплина заставляя какое-то время лавину двигаться над склоном по воздуху, причём после падения снежных масс на склон значительная доля воздуха, прихлопнутая ими под огромным давлением выпрессовывается наружу, что и провоцирует расходящуюся предлавинную волну.
В зависимости от наличия воздушной волны лавины классифицируются на ударные и безударные.
Предлавинная волна считается относительно нечастым явлением, однако она имеет свойство регулярно проявляться на одних и тех же лавиноопасных маршрутах. На территории бывшего СССР случаи наиболее разрушительного эффекта предлавинной волны зафиксированы в Хибинах.